# Mikronukleus
Mikronukleus – jądro generatywne występujące u orzęsków (Ciliata), razem z makronukleusem tworzą ich aparat jądrowy.  W odróżnieniu od poliploidalnego makronukleusa mikronukleus jest zwykle haploidalny. Mikronukleus jest wyciszony transkrypcyjnie i pełni funkcję zbliżoną do komórek linii płciowej u organizmów wielokomórkowych. W procesie koniugacji płciowej ulega fuzji z mikronukleusem partnera koniugacyjnego, a następnie przechodzi podział mitotyczny i odtwarza nowy mikro- i makronukleus. W przypadku uszkodzenia makronukleusa połączonego z brakiem partnera do koniugacji, może podzielić się autogamicznie.
Nazwa mikronukleus pochodzi z połączenia greckiego słowa: μικρός (mały) oraz łacińskiego nucleus (pestka, jądro orzecha).